# Antonín Vítek
Antonín Vítek (25. ledna 1940 Praha – 28. února 2012 Praha) byl pracovník Akademie věd České republiky, chemik a český znalec a popularizátor v oboru kosmonautiky. Jako expert, komentátor a poskytovatel odborného výkladu vystupoval v řadě rozhlasových a televizních pořadů. Podílel se také na množství popularizačních článků a knih. Založil a vedl specializovanou encyklopedii kosmonautiky SPACE 40.

## Život
Vystudoval na Přírodovědecké fakultě Univerzity Karlovy obor organická chemie (chtěl studovat astronomii, ale tento obor se tehdy neotvíral). Poté nastoupil do Ústavu organické chemie a biochemie ČSAV. Zde pracoval mj. na programovém vybavení československé automatické pece pro materiálové experimenty v beztížném stavu ČSK-1, která byla použita na orbitálních stanicích Saljut 7 a Mir. V ústavu pracoval přes 20 let. Ke konci svého působení se zde věnoval prakticky pouze programování. Z politických důvodů však byl omezován jeho služební i platový postup, a proto v roce 1985 nastoupil do Základní knihovny ČSAV, nynější Knihovny Akademie věd České republiky. Zde se věnoval zavádění informačních technologií, mj. sestavoval počítačovou databázi všech vědeckých studií ústavů tehdejší Akademie věd.

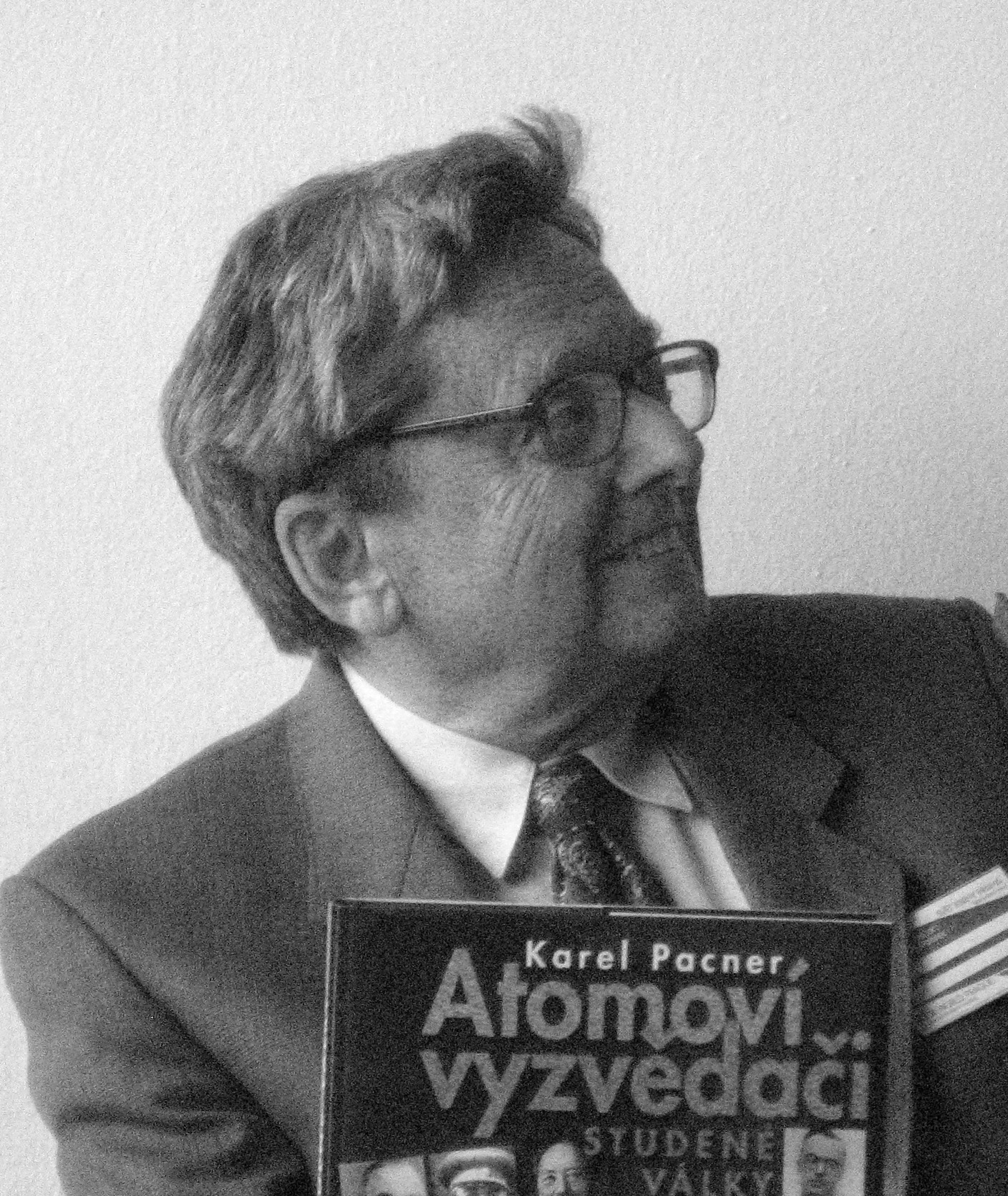
Antonín Vítek, rok 2009

Známý byl zejména svým zájmem o kosmonautiku, ve které patří mezi nejpřednější české znalce a popularizátory, často vystupoval nebo byl citován ve sdělovacích prostředcích. Využíval přitom svých velkých znalostí kosmických lodí, raket a družic, jejich parametrů i startovacích a přistávacích sekvencí.
Ke 40. výročí vypuštění první umělé družice Země založil specializovanou encyklopedii kosmonautiky SPACE 40, která svým jménem navazovala na dřívější poloilegální spolek zájemců o kosmonautiku SPACE z roku 1961. Spolupracoval na několika encyklopedických projektech v češtině, např. Technický slovník naučný, 2. vyd., Encyklopedie Diderot, encyklopedické projekty Ottova nakladatelství aj. Je autorem publikací v oboru organické chemie, fyzikální chemie, výpočetní techniky, astronomie a kosmonautiky.
Zejména v letech 2005–2006 se výrazně účastnil tvorby české jazykové verze internetové encyklopedie Wikipedie.
Od roku 1977 jej trápil těžký srdeční zánět. Zemřel nedlouho po svých 72. narozeninách.

## Ocenění a uznání
- Akademie věd České republiky udělila 29. ledna 2008 Antonínu Vítkovi Čestnou medaili Vojtěcha Náprstka za dlouholetou a cíleně vedenou činnost v popularizaci vědeckých poznatků v oblasti kosmonautiky a kosmického výzkumu.
- V roce 2009 získal cenu Littera Astronomica, kterou mu udělila Česká astronomická společnost za popularizaci kosmonautiky a vedení celosvětově unikátní internetové encyklopedie kosmonautiky SPACE 40.[5]

Byla po něm pojmenována planetka (30253) Vítek, kterou objevili Peter Kušnirák a Petr Pravec na Ondřejově.

## Dílo
- Milan Horák, Antonín Vítek: Interpretation and Processing of Vibration Spectra, Chichester, John Wiley & Sons ve spolupráci se SNTL Praha, 1978
- Milan Horák, Antonín Vítek: Zpracování a interpretace vibračních spekter, SNTL ve spolupráci s ČVTS – společností průmyslové chemie, 1980
- Petr Lála, Antonín Vítek: Malá encyklopedie kosmonautiky, Mladá fronta, 1982
- Karel Pacner, Antonín Vítek: Půlstoletí kosmonautiky, Epocha, 2008. ISBN 978-80-87027-71-4
- Antonín Vítek: Stopy na Měsíci, Radioservis, 2009. ISBN 978-80-86212-62-3